# Mirosław Gucwa
brasão
Mirosław Gucwa (Pisarzowa (município rural de Limanowa), Polônia, 21 de novembro de 1963) é um clérigo polonês e bispo católico romano de Bouar.
Mirosław Gucwa estudou filosofia e teologia católica no seminário de Tarnów. Depois de obter sua licença em teologia católica, ele recebeu o sacramento da ordenação sacerdotal em 12 de junho de 1988.
De 1988 a 1992, Gucwa trabalhou como vigário paroquial em Grybów antes de ir para a República Centro-Africana como missionário em 1992 e se tornar pároco em Bohong. Em 1996 tornou-se reitor do seminário menor de Bouar. De 2003 a 2006, Mirosław Gucwa foi também chanceler da cúria diocesana da diocese de Bouar. Gucwa foi nomeado Vigário Geral da Diocese de Bouar em 2006. Além disso, trabalhou de 2011 a 2014 como pároco da catedral e como capelão prisional e hospitalar em Bouar.
Em 2 de dezembro de 2017, o Papa Francisco o nomeou Bispo de Bouar. O Arcebispo de Bangui, Cardeal Dieudonné Nzapalainga CSSp, o consagrou em 11 de fevereiro de 2018; Os co-consagradores foram o Núncio Apostólico na República Centro-Africana, Arcebispo Santiago de Wit Guzmán, e o Bispo de Tarnów, Andrzej Jeż.